# Слюз Леонтій Васильович
Слюз Лео́нтій Васи́льович (нар. ??? — пом. близько 1710 ) — український військовий діяч другої половини 17 століття. Сотник Сенчанської сотні (1685–1695).

## Історичні відомості
Уперше сенчанським сотником Слюз згадується в 1685 році, а востаннє – в 1695; у 1700 році він називається вже колишнім сотником. Слюз був найпомітнішим сенчанським сотником XVII ст. 
Наприкінці XVIII ст. його внуки розповідали, що батько Леонтія, шляхтич Василь Васильович Слюз вийшов із Польщі, де мав маєтки, які залишив своєму братові Яну Слюзу, а сам оселився в Лубенському полку в містечку Сенча, маючи чин хорунжого воєводства Берестейського. Ніяких документів, які підтверджують цю сімейну історію, немає, а тому найімовірніше, що вона вигадана. 
Ймовірно, Слюз вийшов у люди із середовища сенчанських козаків. Час, у який Слюз уперше згадується сотником (1685 рік) і милість до нього Мазепи дають можливість припустити, що він яким-небудь чином був корисний гетьману під час його обрання на Коломаку. Лубенським полковником у той час був Леонтій Свічка, який теж прихильно ставився до Слюза. Це виявилось і в тому, що Свічка у липні 1688 року дав йому підтверджувальний універсал на село Юсківці.
Одержавши Юсківці, Слюз виклопотав собі на них у січні 1690 року й гетьманський універсал, яким закріплювався за ним ще й млин у тому ж селі. Через три роки, у березні 1693 року, Слюз одержав від Мазепи універсал, який підтверджував дане раніше і давав йому «на уряд сотництва сенецького млин на р. Сулі з двома колесами, на греблі Луганській» (біля села Лучки). 
Усі ці маєтності були закріплені за Леонтієм Слюзом царською грамотою від 1 квітня 1693 року, яку виклопотав йому, звичайно ж, гетьман; крім Юсковець з млином і млина в Лучці, грамота закріплювала за Слюзом ще й млина якогось «Івана – мірошника на тій же греблі Лучанській». На цьому милості Мазепи до Слюза не закінчилися: гетьман у грудні 1694 року дав йому «за знатні його служби» нову маєтність – село Скоробагатьки (Сенчанської сотні) з 12-ма дворами і купленими ґрунтами, а наступного року Слюз одержав і царську грамоту на це село. Таким чином він за своє сотництво нажив два села й три млини. 
Коли втратив сотництво Слюз, невідомо. У 1700 році його вже називають колишнім сотником.
Близько 1710 року Леонтій Слюз помер, залишивши вдову Марію, сина Семена й дочку, одружену зі Степаном Корсуном.

## Вшанування пам'яті
У селі Ісківці вулицю Тупікова перейменували на вулицю Леонтія Слюза.
У селі Ломаки вулицю Черкесова перейменували на вулицю Леонтія Слюза.